# プレスリーVSミイラ男
『プレスリーVSミイラ男』（原題：Bubba Ho-tep）は、2002年にアメリカで製作されたホラー映画。日本では2006年に公開された。原作はジョー・R・ランズデールの小説『ババ･ホ･テップ』。

## ストーリー
「ロックの帝王」ことエルヴィス・プレスリーは、実は生きていた。静かに余生を送るため、自分のそっくりさんのセバスチャン・ハフと入れ替わっていたエルヴィスはその後、ステージから落ちた事故のせいで腰に怪我を負ってしまい、現在はテキサス州の片田舎マッドクリークにある老人ホームで孤独な余生を送っていた。エルヴィスの唯一の友人は、自分をジョン・F・ケネディだと思い込んでいる黒人のジャックだけだった。
そんな中、たまたまマッドクリークに巡業に来ていたミイラ展のミイラが突然姿を消してしまったうえ、老人ホームの入居者たちが次々に突然死していく。エルヴィスとジャックは原因を突き止めるが、それは消えたミイラこと「ババ・ホ・テップ」の仕業だった。
エルヴィスは老人ホームの平和を守るため、そして失った誇りを取り戻すため、ミイラ男との戦いを決意する。

## キャスト
役名 - 俳優（日本語吹き替え）
- エルヴィス・プレスリー / セバスチャン・ハフ - ブルース・キャンベル（麦人）
- ジャック・ケネディ - オジー・デイヴィス（後藤哲夫）
- 看護婦 - エラ・ジョイス（重松朋）
- キャリー - ハイディ・マーンハウト（藤原美央子）
- ババ・ホ・テップ - ボブ・アイヴィ

その他の日本語吹き替え：佐々木睦、御園行洋、一馬芳和、三浦潤也、勝沼紀義、織田芙実、タルタエリ

## スタッフ
- 監督：ドン・コスカレリ
- 製作：ドン・コスカレリ、ジェイソン・R・サヴェージ
- 製作総指揮：ドン・コスカレリ
- 原作：ジョー・R・ランズデール 『ババ・ホ・テップ』
- 脚本：ドン・コスカレリ
- 撮影：アダム・ジャネイロ
- 編集：ドナルド・ミルン、スコット・J・ギル
- 音楽：ブライアン・タイラー